# Varga László (nyelvész)
Varga László (Budapest, 1943. május 14. –) magyar nyelvész, a nyelvtudományok kandidátusa (1990), az MTA doktora. Az Eötvös Loránd Tudományegyetem Bölcsészettudományi Kar Angol–Amerikai Intézet egykori oktatója.

## Életrajza
Ő hozta létre az ELTE Bölcsészettudományi Kar Angol Nyelvészeti Tanszékét, majd az 1994-ben önállósult intézeti tanszéknek az első vezetője volt. Útjára indította az Angol nyelvészeti doktori programot, melyet 2013-as nyugdíjba vonulásáig ő irányított. Főszerkesztője a The Even Yearbook című műhelyfolyóiratnak, amely 1994-ben indult útnak és a tanszék tagjainak és doktori hallgatóinak tanulmányait jelenteti meg kétévente. Kutatási területei a magyar hangtan és azon belül az intonáció (mondathanglejtés).

## Kitüntetése
- A Magyar Érdemrend tisztikeresztje (2009)

## Művei
- A contrastive analysis of English and Hungarian sentence prosody; MTA KESZ, Bp., 1975 (The Hungarian-English contrastive Linguistics project working papers)
- A magyar beszéddallamok fonológiai, szemantikai és szintaktikai vonatkozásai; Akadémiai, Bp., 1993 (Nyelvtudományi értekezések)
- Topics in English syntax. A supplement to the English phrasal and clausal syntax course; ELTE, Bp., 1994
- Intonation and stress. Evidence from Hungarian; Palgrave Macmillan, Basingstoke, 2002
- Metrikus fonológia és a ritmikai hangsúlyváltozás, Budapest, Tinta Könyvkiadó, 2005